# 奇洛埃的教堂群
奇洛埃木製教堂群建造於智利奇洛埃島上的木质教堂群。此教堂群建於18世紀和19世紀之間。现在，此教堂群已有159間教堂被修復保存。此教堂群是由耶穌會所建造的，其建築特點是混合当地的的奇洛埃風格以及歐洲的哥特式和巴洛克式的建築风格。奇洛埃風格被认为是一种在世界上十分獨特的建築風格。此教堂群的最大建筑物卡斯特羅大教堂在2000年被聯合國教科文組織列为世界遺產的一员。

## 予以登記的建築物
|  | 阿乔聖堂（971-001 Church of Achao）            | 0.165 公頃  |
|  | 金喬聖堂（971-002 Church of Quinchao）         | 1.286 公頃  |
|  | 卡斯特罗聖堂（971-003 Church of Castro）       | 0.6727 公頃 |
|  | 里兰聖堂（971-004 Church of Rilán）            | 0.7 公頃    |
|  | Nercón聖堂（971-005 Church of Nercón）         | 0.64 公頃   |
|  | Aldachildo聖堂（971-006 Church of Aldachildo） | 4.16 公頃   |
|  | Ichuac聖堂（971-007 Church of Ichuac）         | 6.8 公頃    |
|  | Detif聖堂（971-008 Church of Detif）           | 4.87 公頃   |
|  | Vilupuili聖堂（971-009 Church of Vilupuili）   | 0.54 公頃   |
|  | Chonchi聖堂（971-010 Church of Chonchi）       | 0.4 公頃    |
|  | Tenaún聖堂（971-011 Church of Tenaún）         | 0.38 公頃   |
|  | Colo聖堂（971-012 Church of Colo）             | 0.5 公頃    |
|  | San Juan聖堂（971-013 Church of San Juan）     | 0.186 公頃  |
|  | Dalcahue聖堂（971-014 Church of Dalcahue）     | 1.56 公頃   |
|  | Chelín聖堂（971-015 Church of Chelín）         |             |
|  | Caguach聖堂（971-016 Church of Caguach）       |             |